# David Picão
Dom David Picão (Ribeirão Preto, 18 de agosto de 1923 — Santos, 30 de abril de 2009) foi um Bispo brasileiro que comandou as Dioceses de São João da Boa Vista - SP e Santos - SP.

## Biografia
Filho de Joaquim Ramos Picão e Maria da Piedade Picão. Estudou nos Seminários de Campinas e Central do Ipiranga. Em 1947, em Roma, terminou Teologia e estudou Direito Canônico na Pontifícia Universidade Gregoriana. Recebeu o Sacramento da Ordem, em Roma, em 1948. 
Na Arquidiocese de Ribeirão Preto, para onde retornou em 1950, exerceu os cargos de Professor e Diretor Espiritual do Seminário Diocesano "Maria Imaculada", Chanceler do Arcebispado e Procurador da Mitra Arquidiocesana e Assistente Eclesiástico de vários Movimentos. 
Em  1960, foi nomeado Bispo da nova Diocese de São João da Boa Vista, foi ordenado bispo no dia 31 de julho de 1960 na Catedral de Ribeirão Preto. Em 1963 foi transferido para Santos como Bispo Coadjutor, podendo ser sucessor do titular, tomando posse em 22 de junho do mesmo ano. Tendo Dom Idílio José Soares renunciado à Diocese, Dom David assumiu como Quarto Bispo Diocesano de Santos, em 13 de dezembro de 1966. Neste mesmo ano, assumiu a presidência da Sociedade Visconde de São Leopoldo, mantenedora da Universidade Católica de Santos e do Liceu Santista. Em 1986, com o reconhecimento da Universidade Católica de Santos, assumiu também como chanceler da instituição, cargo que exerceu por mais de 35 anos.
Ao longo de seu episcopado, recebeu diversas homenagens. Em 1996, Dom David recebeu o título de Cidadão Emérito Santista. Em 1998, foi homenageado pela Câmara Municipal de Santos com placa comemorativa pelos 35 anos de atividades à frente da Diocese de Santos. Em 2000, recebeu o título de Cidadão Vicentino.
Em 1998, ao completar 75 anos, como versa o Direito Canônico, Dom David apresentou pedido de renúncia ao Vaticano. Sua renúncia, porém, só foi acolhida dois anos depois. Em 26 de julho de 2000, Dom David passou o báculo episcopal ao coadjutor Dom Jacyr Francisco Braido, CS.
Faleceu no dia 30 de abril de 2009 no Hospital São Lucas em Santos, de pneumonia.

## Dom David Picão e os Prontuários do DOPS/Santos.
Após assumir a Diocese de Santos com o cargo de Bispo Coadjutor passou a estar presente nas investigações do Conselho de Segurança Nacional e do Departamento de Ordem Política e Social (DOPS).
Em 1968, iniciou o movimento de Dom Hélder Câmara, Pressão Moral Libertadora, visando a libertação cristã e uma resistência pacífica em combate as injustiças que o povo sofria.